# Krombacher Brauerei

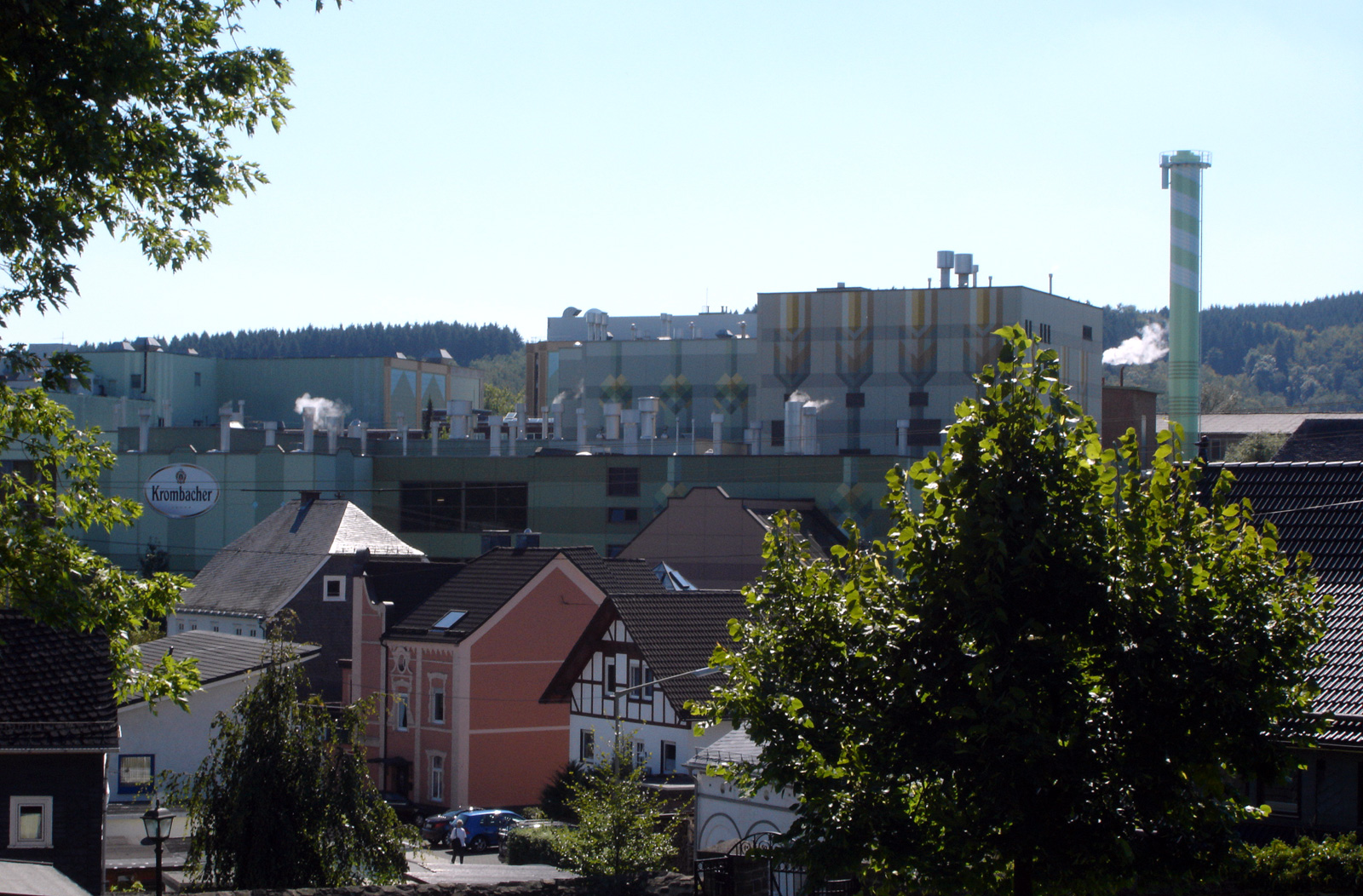
Brasserie Krombacher

Krombacher Brauerei, abreviado Krombacher, es una cervecera alemana fundada en 1803 por la familia Schadeberg, así como la marca de cerveza que produce. La empresa tiene su sede en el barrio de Krombach de la localidad de Kreuztal, en Renania del Norte-Westfalia. Krombacher es una de las cerveceras alemanas más importantes y la más vendida del país, con 7,107 millones de hectolitros (2017).
Desde 2006, Krombacher posee los derechos de marca y distribución de Schweppes Deutschland GmbH para Schweppes, Orangina y Dr Pepper en Alemania y Austria. En 2016, también se hizo cargo de la marca Vitamalz, una popular cerveza sin alcohol.

## Variantes
La producción más emblemática es Krombacher Pils, que se caracteriza por una amargura pronunciada.
- Krombacher Pils
- Krombacher Alkoholfrei (sin alcohol)
- Krombacher Radler (con limonada)
- Krombacher Radler Alkoholfrei
- Krombacher Extra Mild
- Krombacher Weizenbier
- Krombacher Weizenbier Alkoholfrei
- Rhenania Alt
- Cab (Cola and Beer), mezcla de Cola y cerveza con pitahaya.
- Cab Lemon
- Cab Energy
- Cab BloodOrange
- Eichener Pils
- Eichener Gold